# Lista żużlowców Polonii Bydgoszcz
Lista żużlowców klubu „Polonia” Bydgoszcz („Gwardia” Bydgoszcz w latach 1949–1957), uczestniczących w rozgrywkach z cyklu drużynowych mistrzostw Polski (w zależności od lat: ekstraliga, I liga lub II liga).

1948 – II liga
1. Józef Buda
2. Jan Tomaszewski
3. Bolesław Bonin
4. Franciszek Śrubkowski
5. Zygmunt Śmigiel
6. Roman Urbanowski
7. Eryk Werner
8. Brunon Wagner
9. Andrzej Szmańda
10. Tadeusz Szczurowski
11. Stanisław Przybyłka
12. Zygmunt Karaszewski

1949 – II liga
1. Józef Buda (2,67)
2. Franciszek Śrubkowski (2,25)
3. Bolesław Bonin
4. Stanisław Przybyłka
5. Franciszek Werner
6. Tadeusz Szczurowski
7. Roman Urbanowski

1950 – II liga
1. Bolesław Bonin
2. Franciszek Śrubkowski
3. Józef Buda
4. Feliks Błajda
5. Eryk Werner
6. Jan Prus
7. Czesław Białka
8. Ciemior
9. Lange

1951 – I liga
1. Eugeniusz Nazimek
2. Bolesław Bonin
3. Zbigniew Raniszewski
4. Franciszek Śrubkowski
5. Józef Buda
6. Feliks Błajda
7. Kazimierz Kurek
8. Roman Zakrzewski
9. Jerzy Jeżewski
10. Zygmunt Garyantosiewicz
11. Staromiejski
12. Kielar
13. Antosiewicz

1952 – I liga
1. Bolesław Bonin
2. Zbigniew Raniszewski
3. Eugeniusz Nazimek
4. Alfred Spyra
5. Jan Malinowski
6. Kazimierz Kurek
7. Jerzy Jeżewski
8. Zygmunt Garyantosiewicz
9. Feliks Błajda

1953 – I liga
1. Bolesław Bonin
2. Zbigniew Raniszewski
3. Eugeniusz Nazimek
4. Alfred Spyra
5. Kazimierz Kurek
6. Jerzy Jeżewski
7. Feliks Błajda
8. Zygmunt Garyantosiewicz
9. Zalewski

1954 – I liga
1. Eugeniusz Nazimek
2. Zbigniew Raniszewski
3. Bolesław Bonin
4. Kazimierz Kurek
5. Jan Malinowski
6. Feliks Błajda
7. Czesław Białka
8. Andrzej Szadziński

1955 – I liga
1. Bolesław Bonin
2. Zbigniew Raniszewski
3. Mieczysław Połukard
4. Norbert Świtała
5. Rajmund Świtała
6. Jan Malinowski
7. Antoni Kowalski
8. Kazimierz Kurek
9. Feliks Błajda

1956 – I liga
1. Mieczysław Połukard
2. Jan Malinowski
3. Rajmund Świtała
4. Marian Mielcarski
5. Zbigniew Raniszewski
6. Andrzej Mielcarek
7. Zbigniew Sander
8. Witold Kamiński
9. Bolesław Bonin
10. Antoni Kowalski
11. Feliks Błajda

1957 – I liga
1. Norbert Świtała
2. Andrzej Mielcarski
3. Zbigniew Sander
4. Jan Malinowski
5. Mieczysław Połukard
6. Rajmund Świtała
7. Bolesław Bonin
8. Jerzy Jeżewski
9. Antoni Kowalski

1958 – I liga
1. Norbert Świtała
2. Mieczysław Połukard
3. Bolesław Bonin
4. Rajmund Świtała
5. Jerzy Jeżewski
6. Antoni Kowalski
7. Kazimierz Wachnicki
8. Czesław Szypliński
9. Ryszard Stachowiak
10. Marian Mielcarski
11. Janusz Musiewicz
12. Janusz Motlawski
13. Józef Srewert
14. Olgierd Winiarski
15. Zygmunt Odejewski
16. Jerzy Lewandowski
17. Izydor Komorski
18. Czesław Safian
19. Jerzy Mączkowski
20. Bernard Weckhwerth

1959 – I liga
1. Norbert Świtała (2,49)
2. Mieczysław Połukard (2,43)
3. Bolesław Bonin (2,16)
4. Rajmund Świtała (1,94)
5. Zbigniew Sander (1,17)
6. Jerzy Jeżewski (1,12)
7. Antoni Kowalski
8. Ryszard Stachowiak
9. Czesław Safian
10. Edward Kupczyński

1960 – I liga
1. Mieczysław Połukard (2,53)
2. Janusz Suchecki (2,36)
3. Norbert Świtała (2,15)
4. Edward Kupczyński (2,08)
5. Bolesław Bonin
6. Rajmund Świtała
7. Stanisław Domaniecki
8. Jerzy Jeżewski
9. Antoni Kowalski
10. Ryszard Stachowiak

1961 – I liga
1. Mieczysław Połukard (2,38)
2. Norbert Świtała (2,18)
3. Janusz Suchecki (2,18)
4. Edward Kupczyński (1,70)
5. Rajmund Świtała (1,70)
6. Bolesław Bonin (1,44)
7. Stanisław Domaniecki (0,67)
8. Stanisław Galczewski (0,58)
9. Zbigniew Sander

1962 – I liga
1. Mieczysław Połukard
2. Norbert Świtała
3. Janusz Suchecki
4. Edward Kupczyński
5. Czesław Safian
6. Rajmund Świtała
7. Ryszard Stachowiak
8. Bolesław Bonin

1963 – I liga
1. Mieczysław Połukard
2. Rajmund Świtała
3. Edward Kupczyński
4. Norbert Świtała
5. Henryk Glücklich
6. Andrzej Koselski
7. Stanisław Witkowski
8. Janusz Suchecki
9. Ryszard Stachowiak
10. Bogdan Sargun

1964 – I liga
1. Mieczysław Połukard
2. Rajmund Świtała
3. Edward Kupczyński
4. Norbert Świtała
5. Zygfryd Friedek
6. Henryk Glücklich
7. Andrzej Koselski
8. Czesław Safian
9. Janusz Suchecki
10. Stanisław Witkowski
11. Ryszard Stachowiak

1965 – I liga
1. Mieczysław Połukard (2,09)
2. Edward Kupczyński (1,79)
3. Rajmund Świtała (1,70)
4. Zygfryd Friedek (1,68)
5. Norbert Świtała (1,16)
6. Henryk Glücklich (1,07)
7. Czesław Safian (0,78)
8. Andrzej Koselski (0,67)

1966 – I liga
1. Mieczysław Połukard (2,30)
2. Henryk Glücklich (2,15)
3. Edward Kupczyński (1,69)
4. Stanisław Witkowski (1,50)
5. Rajmund Świtała (1,47)
6. Andrzej Koselski (1,25)
7. Norbert Świtała (0,91)
8. Benedykt Kosek (0,52)
9. Jerzy Dobrzański (0,28)
10. Stanisław Kasa (0,00)

1967 – I liga
1. Henryk Glücklich (2,05)
2. Mieczysław Połukard (2,02)
3. Mieczysław Siodła (1,76)
4. Stanisław Witkowski (1,69)
5. Rajmund Świtała (1,67)
6. Stanisław Kasa (1,50)
7. Andrzej Koselski (1,28)
8. Norbert Świtała (1,00)
9. Jerzy Dobrzański (1,00)
10. Benedykt Kosek (0,94)

1968 – I liga
1. Henryk Glücklich (2,34)
2. Mieczysław Połukard (1,98)
3. Rajmund Świtała (1,96)
4. Stanisław Kasa (1,80)
5. Norbert Świtała (1,36)
6. Benedykt Kosek (1,08)
7. Andrzej Koselski (0,95)
8. Stanisław Witkowski (0,83)
9. Jerzy Dobrzański (0,78)
10. Bogumił Brzeziński (0,33)
11. Bolesław Dworczak (0,33)
12. Marian Zaranek (0,00)
13. Henryk Gólcz (0,00)

1969 – I liga
1. Henryk Glücklich (2,71)
2. Stanisław Kasa (1,95)
3. Rajmund Świtała (1,79)
4. Andrzej Koselski (1,60)
5. Marian Zaranek (1,21)
6. Norbert Świtała (1,07)
7. Benedykt Kosek (1,05)
8. Bogumił Brzeziński (1,00)
9. Stanisław Witkowski (0,99)
10. Jerzy Dobrzański (0,74)

1970 – I liga
1. Henryk Glücklich (2,75)
2. Stanisław Kasa (2,29)
3. Andrzej Koselski (1,61)
4. Rajmund Świtała (1,50)
5. Stanisław Witkowski (1,44)
6. Benedykt Kosek (1,39)
7. Norbert Świtała (1,20)
8. Marian Zaranek (1,03)
9. Bogumił Brzeziński (0,70)

1971 – I liga
1. Henryk Glücklich (2,68)
2. Stanisław Kasa (2,30)
3. Andrzej Koselski (1,88)
4. Marian Zaranek (1,60)
5. Rajmund Świtała (1,33)
6. Benedykt Kosek (1,25)
7. Zbigniew Malinowski (1,17)
8. Bogumił Brzeziński (0,60)
9. Marian Michaliszyn (0,36)
10. Stanisław Witkowski (0,00)

1972 – I liga
1. Henryk Glücklich (2,62)
2. Marian Zaranek (2,02)
3. Stanisław Kasa (1,79)
4. Benedykt Kosek (1,74)
5. Andrzej Koselski (1,67)
6. Zbigniew Malinowski (1,25)
7. Marian Michaliszyn (1,00)
8. Bogumił Brzeziński (0,76)
9. Rajmund Świtała (0,56)
10. Tadeusz Pubanc (0,00)

1973 – I liga
1. Henryk Glücklich (2,47)
2. Stanisław Kasa (2,09)
3. Marian Zaranek (1,62)
4. Andrzej Koselski (1,50)
5. Marek Ziarnik (1,00)
6. Marian Michaliszyn (0,94)
7. Zbigniew Malinowski (0,89)
8. Tadeusz Pubanc (0,67)
9. Edward Lewandowski (0,50)
10. Lech Bewicz (0,50)
11. Bogumił Brzeziński (0,33)
12. Ryszard Witwicki (0,00)

1974 – I liga
1. Henryk Glücklich (2,40)
2. Stanisław Kasa (2,00)
3. Andrzej Koselski (1,61)
4. Marek Ziarnik (1,61)
5. Marian Zaranek (1,50)
6. Andrzej Maroszek (1,50)
7. Kazimierz Ziarnik (1,50)
8. Marian Michaliszyn (1,45)
9. Benedykt Kosek (1,36)
10. Ryszard Witwicki (1,00)
11. Lech Bewicz (0,85)
12. Tadeusz Pubanc (0,00)

1975 – I liga
1. Henryk Glücklich (2,50)
2. Andrzej Koselski (1,90)
3. Stanisław Kasa (1,82)
4. Marian Zaranek (1,50)
5. Lech Bewicz (1,44)
6. Marian Michaliszyn (1,41)
7. Andrzej Maroszek (1,36)
8. Kazimierz Ziarnik (1,25)
9. Paweł Bukiej (1,00)
10. Wiesław Patynek (0,00)

1976 – I liga
1. Henryk Glücklich (2,56)
2. Marian Michaliszyn (1,84)
3. Andrzej Koselski (1,75)
4. Marian Zaranek (1,54)
5. Andrzej Maroszek (1,51)
6. Marek Ziarnik (1,46)
7. Wiesław Patynek (1,40)
8. Lech Bewicz (1,28)
9. Kazimierz Ziarnik (1,16)
10. Paweł Bukiej (0,40)

1977 – I liga
1. Henryk Glücklich (2,17)
2. Andrzej Maroszek (2,10)
3. Marek Ziarnik (2,09)
4. Marian Zaranek (1,97)
5. Andrzej Koselski (1,84)
6. Kazimierz Ziarnik (1,71)
7. Lech Bewicz (1,64)
8. Wiesław Patynek (1,58)
9. Paweł Bukiej (1,43)
10. Krzysztof Głowacki (1,36)
11. Marian Michaliszyn (1,25)
12. Władysław Bembnista (1,09)

1978 – I liga
1. Waldemar Tymiński (2,00)
2. Marek Ziarnik (1,97)
3. Henryk Glücklich (1,94)
4. Wiesław Patynek (1,83)
5. Krzysztof Głowacki (1,83)
6. Andrzej Maroszek (1,76)
7. Paweł Bukiej (1,73)
8. Andrzej Koselski (1,68)
9. Lech Bewicz (1,66)
10. Kazimierz Ziarnik (1,46)
11. Marian Michaliszyn (1,45)
12. Marian Zaranek (1,43)
13. Władysław Bembnista (1,34)
14. Eugeniusz Pawełkiewicz (0,00)

1979 – I liga
1. Henryk Glücklich (2,31)
2. Marek Ziarnik (2,23)
3. Krzysztof Głowacki (1,69)
4. Andrzej Maroszek (1,68)
5. Wiesław Patynek (1,68)
6. Andrzej Koselski (1,53)
7. Kazimierz Ziarnik (1,46)
8. Zbigniew Bizoń (1,33)
9. Paweł Bukiej (1,26)
10. Marian Zaranek (1,00)
11. Władysław Bembnista (0,91)
12. Waldemar Tymiński (0,60)

1980 – I liga
1. Henryk Glücklich (2,09)
2. Kazimierz Ziarnik (1,88)
3. Andrzej Maroszek (1,72)
4. Paweł Bukiej (1,63)
5. Krzysztof Głowacki (1,39)
6. Waldemar Tymiński (1,30)
7. Władysław Bembnista (1,16)
8. Ireneusz Wełnicki (0,22)
9. Wiesław Patynek (0,20)
10. Ryszard Gabrych (0,00)
11. Grzegorz Rogowski (0,00)

1981 – I liga
1. Bolesław Proch (2,286)
2. Marek Ziarnik (1,806)
3. Paweł Bukiej (1,765)
4. Zbigniew Bizoń (1,571)
5. Henryk Glücklich (1,405)
6. Andrzej Maroszek (1,270)
7. Krzysztof Głowacki (1,227)
8. Kazimierz Ziarnik (0,872)
9. Ryszard Gabrych (0,700)
10. Wiesław Patynek (0,571)
11. Janusz Łastowski (0,000)

1982 – I liga
1. Bolesław Proch (2,390)
2. Marek Ziarnik (2,123)
3. Zdzisław Rutecki (1,765)
4. Paweł Bukiej (1,690)
5. Andrzej Maroszek (1,340)
6. Krzysztof Głowacki (1,250)
7. Kazimierz Ziarnik (1,038)
8. Ryszard Gabrych (1,000)
9. Zbigniew Bizoń (0,946)
10. Ryszard Dołomisiewicz (0,667)
11. Adam Wolski (0,600)

1983 – I liga
1. Bolesław Proch (2,289)
2. Ryszard Fabiszewski (1,896)
3. Ryszard Buśkiewicz (1,791)
4. Zbigniew Bizoń (1,678)
5. Zdzisław Rutecki (1,567)
6. Marek Ziarnik (1,479)
7. Andrzej Maroszek (1,263)
8. Ryszard Gabrych (1,222)
9. Adam Wolski (0,889)
10. Krzysztof Głowacki (0,837)
11. Piotr Strugała (0,833)
12. Ryszard Dołomisiewicz (0,787)
13. Kazimierz Ziarnik (0,750)
14. Janusz Łastowski (0,333)
15. Piotr Glücklich (0,286)

1984 – I liga
1. Bolesław Proch (2,365)
2. Zdzisław Rutecki (1,989)
3. Ryszard Buśkiewicz (1,794)
4. Zbigniew Bizoń (1,613)
5. Marek Ziarnik (1,549)
6. Ryszard Dołomisiewicz (1,333)
7. Andrzej Maroszek (1,314)
8. Ryszard Fabiszewski (1,290)
9. Krzysztof Ziarnik (1,062)
10. Paweł Bukiej (1,055)
11. Ryszard Gabrych (0,980)

1985 – I liga
1. Bolesław Proch (2,267)
2. Zdzisław Rutecki (2,012)
3. Marek Ziarnik (1,812)
4. Ryszard Buśkiewicz (1,792)
5. Piotr Glücklich (1,596)
6. Paweł Bukiej (1,500)
7. Andrzej Maroszek (1,500)
8. Zbigniew Bizoń (1,371)
9. Ryszard Dołomisiewicz (1,346)
10. Krzysztof Ziarnik (1,319)
11. Andrzej Pietrzak (1,000)
12. Ryszard Gabrych (0,667)

1986 – I liga
1. Bolesław Proch (2,280)
2. Marek Ziarnik (2,157)
3. Ryszard Dołomisiewicz (2,109)
4. Zdzisław Rutecki (1,709)
5. Paweł Bukiej (1,517)
6. Zbigniew Bizoń (1,372)
7. Piotr Glücklich (1,318)
8. Krzysztof Ziarnik (1,281)
9. Ryszard Buśkiewicz (1,245)
10. Andrzej Pietrzak (1,111)
11. Wojciech Kaczmarek (0,333)

1987 – I liga
1. Ryszard Dołomisiewicz (2,634)
2. Marek Ziarnik (2,107)
3. Krzysztof Ziarnik (1,869)
4. Zdzisław Rutecki (1,795)
5. Bolesław Proch (1,681)
6. Zbigniew Bizoń (1,638)
7. Piotr Glücklich (1,508)
8. Andrzej Pietrzak (1,167)
9. Waldemar Cisoń (1,000)
10. Jacek Woźniak (0,583)
11. Wojciech Kaczmarek (0,250)
12. Tomasz Adamczak (0,000)
13. Ryszard Buśkiewicz (0,000)

1988 – I liga
1. Ryszard Dołomisiewicz (2,318)
2. Jacek Gomólski (2,178)
3. Waldemar Cieślewicz (2,093)
4. Zdzisław Rutecki (1,903)
5. Jacek Woźniak (1,683)
6. Marek Ziarnik (1,667)
7. Piotr Glücklich (1,555)
8. Tomasz Gollob (1,417)
9. Zbigniew Bizoń (1,387)
10. Krzysztof Ziarnik (0,894)
11. Waldemar Cisoń (0,571)

1989 – I liga
1. Ryszard Dołomisiewicz (2,357)
2. Zdzisław Rutecki (2,000)
3. Jacek Gomólski (1,869)
4. Jacek Woźniak (1,747)
5. Waldemar Cieślewicz (1,523)
6. Zbigniew Bizoń (1,444)
7. Krzysztof Ziarnik (1,183)
8. Jacek Kaniecki (0,895)
9. Waldemar Cisoń (0,706)
10. Tomasz Kornacki (0,500)
11. Leszek Sokołowski (0,250)

1990 – I liga
1. Tomasz Gollob (2,486)
2. Ryszard Dołomisiewicz (2,355)
3. Jacek Woźniak (1,913)
4. Krzysztof Ziarnik (1,521)
5. Waldemar Cisoń (1,250)
6. Zdzisław Rutecki (1,231)
7. Jacek Gollob (1,225)
8. Mariusz Sielski (1,043)
9. Leszek Sokołowski (0,964)
10. Tomasz Kornacki (0,880)

1991 – I liga
1. Tomasz Gollob (2,268)
2. Peter Karlsson (1,952)
3. Jacek Woźniak (1,943)
4. Waldemar Cieślewicz (1,784)
5. Ryszard Dołomisiewicz (1,692)
6. Jacek Gollob (1,622)
7. Zdzisław Rutecki (1,476)
8. Tony Rickardsson (1,409)
9. Mariusz Sielski (1,286)
10. Krzysztof Ziarnik (0,750)
11. Tomasz Kornacki (0,724)
12. Jörgen Johansson (0,500)
13. Waldemar Cisoń (0,000)
14. Patrick Olsson (0,000)
15. Robert Bonin (0,000)

1992 – I liga
1. Tomasz Gollob (2,630)
2. Sam Ermolenko (2,548)
3. Andy Smith (2,50)
4. Zdzisław Rutecki (2,071)
5. Roman Matoušek (2,054)
6. Tomasz Kornacki (1,875)
7. Jacek Gollob (1,855)
8. Jacek Woźniak (1,794)
9. Waldemar Cieślewicz (1,500)
10. Leszek Sokołowski (0,833)
11. Robert Bonin (0,750)
12. Rick Miller (0,666)
13. Maciej Głód (0,000)

1993 – I liga
1. Sam Ermolenko (2,886)
2. Andy Smith (2,750)
3. Tomasz Gollob (2,713)
4. Eugeniusz Skupień (1,921)
5. Jacek Gollob (1,892)
6. Marek Kępa (1,688)
7. Lars Gunnestad (1,333)
8. Waldemar Cieślewicz (1,286)
9. Tomasz Kornacki (1,000)
10. Tomasz Kamiński (0,811)
11. Leszek Sokołowski (0,786)
12. Maciej Głód (0,500)
13. Piotr Pietsch (0,500)
14. Rafał Sznajder (0,333)
15. Robert Bonin (0,324)

1994 – I liga
1. Tomasz Gollob (2,604)
2. Sam Ermolenko (2,508)
3. Jacek Gollob (2,247)
4. Andy Smith (1,833)
5. Waldemar Cieślewicz (1,420)
6. Zdzisław Rutecki (1,090)
7. Tomasz Kamiński (0,852)
8. Roman Matoušek (0,800)
9. Maciej Głód (0,682)
10. Marcin Urbański (0,556)
11. Leszek Sokołowski (0,429)
12. Arkadiusz Lewandowski (0,333)
13. Piotr Pietsch (0,083)
14. Paweł Jachym (0,000)
15. Wojciech Malak (0,000)

1995 – I liga
1. Tomasz Gollob (2,684)
2. Henrik Gustafsson (2,531)
3. Jacek Gollob (2,138)
4. Andy Smith (2,063)
5. Waldemar Cieślewicz (1,986)
6. Ireneusz Kwieciński (1,339)
7. Andrzej Rzepka (1,029)
8. Tomasz Poprawski (0,925)
9. Paweł Łęcki (0,844)
10. Wojciech Malak (0,429)
11. Leszek Sokołowski (0,400)

1996 – I liga
1. Tomasz Gollob (2,714)
2. Henrik Gustafsson (2,383)
3. Jacek Gollob (2,160)
4. Waldemar Cieślewicz (2,000)
5. Jacek Gomólski (1,257)
6. Eugeniusz Tudzież (0,920)
7. Marcin Ryczek (0,810)
8. Marek Latosi (0,520)
9. Dariusz Patynek (0,200)
10. Wojciech Malak (0,167)
11. Mirosław Duda (0,000)
12. Marcin Maroszek (0,000)

1997 – I liga
1. Tomasz Gollob (2,748)
2. Piotr Protasiewicz (2,313)
3. Henrik Gustafsson (2,273)
4. Jacek Gollob (2,117)
5. Peter Nahlin (1,500)
6. Jacek Gomólski (1,222)
7. Tomasz Poprawski (1,000)
8. Waldemar Cieślewicz (0,946)
9. Wojciech Malak (0,529)
10. Dariusz Patynek (0,523)
11. Marcin Maroszek (0,167)
12. Michał Robacki (0,000)

1998 – I liga
1. Tomasz Gollob (2,816)
2. Jacek Gollob (2,384)
3. Piotr Protasiewicz (2,265)
4. Andy Smith (2,082)
5. Henrik Gustafsson (2,054)
6. Tomasz Poprawski (1,033)
7. Michał Robacki (1,018)
8. Jacek Gomólski (0,915)
9. Krzysztof Słaboń (0,818)
10. Dariusz Patynek (0,667)

1999 – I liga
1. Tomasz Gollob (2,762)
2. Ryan Sullivan (2,379)
3. Piotr Protasiewicz (2,075)
4. Henrik Gustafsson (2,043)
5. Shane Parker (1,600)
6. Erik Stenlund (1,400)
7. Gerd Riss (1,400)
8. Michał Robacki (1,150)
9. Dariusz Patynek (1,100)
10. Przemysław Tajchert (1,076)
11. Krzysztof Słaboń (0,870)
12. Robert Umiński (0,750)
13. Tomasz Poprawski (0,667)
14. Łukasz Stanisławski (0,600)
15. Chris Manchester (0,250)
16. Piotr Galczewski (0,000)
17. Jiří Štancl (0,000)

2000 – Ekstraliga
1. Tomasz Gollob (2,766)
2. Piotr Protasiewicz (2,436)
3. Todd Wiltshire (1,960)
4. Henrik Gustafsson (1,887)
5. Shane Parker (1,455)
6. Joe Screen (1,105)
7. Robert Umiński (1,000)
8. Michał Robacki (0,961)
9. Przemysław Tajchert (0,857)
10. Krzysztof Słaboń (0,588)
11. Łukasz Stanisławski (0,214)

2001 – Ekstraliga
1. Tomasz Gollob (2,573)
2. Piotr Protasiewicz (2,202)
3. Mark Loram (2,115)
4. Todd Wiltshire (1,932)
5. Jason Lyons (1,455)
6. Henrik Gustafsson (1,278)
7. Michał Robacki (1,258)
8. Przemysław Tajchert (0,967)
9. Robert Umiński (0,778)
10. Łukasz Stanisławski (0,386)
11. Grzegorz Musiał (0,250)
12. Jakub Gabrych (0,000)

2002 – Ekstraliga
1. Tomasz Gollob (2,440)
2. Piotr Protasiewicz (2,298)
3. Mark Loram (2,268)
4. Todd Wiltshire (2,240)
5. Jacek Gollob (1,912)
6. Grzegorz Czechowski (1,286)
7. Michał Robacki (1,284)
8. Łukasz Stanisławski (0,943)
9. Robert Umiński (0,673)
10. Jakub Gabrych (0,000)

2003 – Ekstraliga
1. Tomasz Gollob (2,534)
2. Jacek Gollob (2,088)
3. Mark Loram (1,935)
4. Todd Wiltshire (1,913)
5. Michał Robacki (1,570)
6. Jacek Krzyżaniak (1,081)
7. Mirosław Kowalik (1,016)
8. Łukasz Stanisławski (0,500)
9. Robert Umiński (0,297)
10. Grzegorz Czechowski (0,196)
11. Grzegorz Musiał (0,000)
12. Marcin Jędrzejewski (0,000)

2004 – Ekstraliga
1. Andreas Jonsson (2,734)
2. Andy Smith (1,697)
3. Jacek Krzyżaniak (1,670)
4. Michał Robacki (1,581)
5. Mirosław Kowalik (1,294)
6. Marek Cieślewicz (1,231)
7. Krystian Klecha (1,044)
8. Dariusz Fijałkowski (0,833)
9. Grzegorz Czechowski (0,744)
10. Marcin Jędrzejewski (0,286)
11. Dariusz Pieprzka (0,000)

2005 – Ekstraliga
1. Andreas Jonsson (2,265)
2. Piotr Protasiewicz (2,221)
3. Robert Sawina (2,065)
4. Krystian Klecha (1,381)
5. Jacek Krzyżaniak (1,328)
6. Michał Robacki (1,265)
7. Krzysztof Buczkowski (1,075)
8. Marcin Jędrzejewski (1,000)

2006 – Ekstraliga
1. Andreas Jonsson (2,178)
2. Piotr Protasiewicz (1,942)
3. Robert Kościecha (1,733)
4. Krzysztof Buczkowski (1,687)
5. Robert Sawina (1,538)
6. Emil Sajfutdinow (1,353)
7. Marcin Jędrzejewski (1,349)
8. Krystian Klecha (1,262)

2007 – Ekstraliga
1. Andreas Jonsson (2,017)
2. Jonas Davidsson (1,683)
3. Rafał Okoniewski (1,641)
4. Krystian Klecha (1,511)
5. Emil Sajfutdinow (1,463)
6. Krzysztof Buczkowski (1,446)
7. Michał Szczepaniak (1,400)
8. Mariusz Staszewski (1,357)
9. Marcin Jędrzejewski (1,347)

2008 – I liga
1. Andreas Jonsson (2,578)
2. Emil Sajfutdinow (2,535)
3. Rafał Okoniewski (2,031)
4. Krzysztof Buczkowski (1,904)
5. Jonas Davidsson (1,847)
6. Marcin Jędrzejewski (1,628)
7. Christian Hefenbrock (1,222)
8. Jacek Gollob (1,114)
9. Simon Stead (1,000)
10. Michał Łopaczewski (0,833)
11. Damian Adamczak (0,000)

2009 – Ekstraklasa
1. Emil Sajfutdinow (2,189)
2. Andreas Jonsson (2,098)
3. Antonio Lindbäck (1,635)
4. Krzysztof Buczkowski (1,233)
5. Jonas Davidsson (1,100)
6. Tomasz Chrzanowski (1,062)
7. Marcin Jędrzejewski (0,714)
8. Szymon Woźniak (0,643)
9. Mikołaj Curyło (0,250)
10. Damian Adamczak (0,000)

2010 – Ekstraklasa
1. Emil Sajfutdinow (2,286)
2. Andreas Jonsson (2,056)
3. Grzegorz Walasek (1,965)
4. Antonio Lindbäck (1,411)
5. Robert Kościecha (1,353)
6. Dienis Gizatullin (1,119)
7. Szymon Woźniak (1,000)
8. Mikołaj Curyło (0,400)
9. Damian Adamczak (0,318)

2011 – I liga
1. Emil Sajfutdinow (2,539)
2. Grzegorz Walasek (2,347)
3. Tomasz Gapiński (2,224)
4. Robert Kościecha (2,124)
5. Dienis Gizatullin (1,557)
6. Szymon Woźniak (1,288)
7. Mikołaj Curyło (1,276)
8. Damian Adamczak (0,949)
9. Karol Jóźwik (0,500)
10. Patryk Braun (0,000)

2012 – Ekstraliga
1. Emil Sajfutdinow (2,258)
2. Krzysztof Buczkowski (1,917)
3. Robert Kościecha (1,603)
4. Tomasz Gapiński (1,500)
5. Szymon Woźniak (1,437)
6. Mikołaj Curyło (1,323)
7. Artiom Łaguta (1,208)
8. Daniił Iwanow (0,250)
9. Karol Jóźwik (0,200)
10. Wiktor Kułakow (0,143)
11. Bartosz Biernacki (0,000)

2013 – Ekstraliga
1. Greg Hancock (2,000)
2. Aleksandr Łoktajew (1,671)
3. Krzysztof Buczkowski (1,652)
4. Hans Andersen (1,530)
5. Szymon Woźniak (1,478)
6. Robert Kościecha (1,355)
7. Mikołaj Curyło (1,266)
8. Mateusz Szczepaniak (0,773)
9. Bartosz Bietracki (0,000)

2014 – I liga
1. Szymon Woźniak (2,057)
2. Patrick Hougaard (2,000)
3. Hans Andersen (1,803)
4. Robert Kościecha (1,736)
5. Marcin Jędrzejewski (1,686)
6. Mateusz Szczepaniak (1,593)
7. Dennis Andersson (1,296)
8. Bartosz Bietracki (0,838)
9. Lasse Bjerre (0,778)
10. Karol Jóźwik (0,000)

2015 – I liga
1. Szymon Woźniak (2,071)
2. Patrick Hougaard (2,000)
3. Robert Kościecha (1,797)
4. Robert Miśkowiak (1,778)
5. Andriej Kudriaszow (1,772)
6. Marcin Jędrzejewski (1,735)
7. Dominik Kubera (1,429)
8. Dawid Krzyżanowski (1,333)
9. Bartosz Bietracki (0,889)
10. Karol Jóźwik (0,611)
11. Damian Stalkowski (0,400)
12. Patryk Rydlewski (0,333)

2016 – I liga
1. Andriej Kudriaszow (2,053)
2. Wiktor Kułakow (1,646)
3. Oskar Ajtner-Gollob (1,609)
4. Marcin Jędrzejewski (1,531)
5. Kai Huckenbeck (1,364)
6. Damian Adamczak (1,356)
7. Mikołaj Curyło (1,000)
8. Jacek Gollob (0,778)
9. Damian Stalkowski (0,708)
10. Patryk Sitarek (0,500)
11. Łukasz Sówka (0,500)
12. Rafał Konopka (0,333)
13. Tomasz Orwat (0,240)

2017 – I liga
1. Marcin Jędrzejewski (1,862)
2. Andriej Kudriaszow (1,790)
3. Oskar Ajtner-Gollob (1,762)
4. Wiktor Kułakow (1,645)
5. Damian Adamczak (1,044)
6. Linus Ekloef (0,667)
7. Mikołaj Curyło (0,563)
8. Tomasz Orwat (0,533)
9. Patryk Sitarek (0,462)
10. Mateusz Jagła (0,269)

2018 – II liga
1. Rene Bach (1,922)
2. Oskar Ajtner-Gollob (1,763)
3. Dimitri Berge (1,757)
4. Valentin Grobauer (1,381)
5. Damian Adamczak (1,326)
6. Matic Ivacic (1,231)
7. Tomasz Orwat (1,021)
8. Jonas Andersen (1,000)
9. Michał Piosicki (0,833)
10. Iwan Bolszakow (0,750)
11. Ondrej Smetana (0,600)
12. Mateusz Jagła (0,407)
13. Andriej Kobrin (0,250)
14. Mikołaj Curyło (0,200)

2019 – II liga
1. Kamil Brzozowski (2,256)
2. Josh Grajczonek (2,218)
3. Valentin Grobauer (2,111)
4. Marcin Jędrzejewski (2,039)
5. Dimitri Berge (2,030)
6. Ricky Wells (2,000)
7. Rene Bach (1,984)
8. Matic Ivacic (1,750)
9. Mateusz Tonder (1,407)
10. Tomasz Orwat (1,106)
11. Marcel Studziński (0,750)
12. Mateusz Jagła (0,714)

2020 – I liga
1. Andreas Lyager (2,097)
2. Grzegorz Zengota (2,071)
3. David Bellego (1,905)
4. Kai Huckenbeck (1,750)
5. Dimitri Bergé (1,528)
6. Dawid Lampart (1,482)
7. Kamil Brzozowski (1,375)
8. Troy Batchelor (1,263)
9. Tomasz Orwat (1,149)
10. Matic Ivacic (0,889)
11. Nikodem Bartoch (0,519)
12. Mateusz Błażykowski (0,250)

2021 – I liga
1. David Bellego (2,292)
2. Wadim Tarasienko (2,219)
3. Andreas Lyager (1,894)
4. Grzegorz Zengota (1,870)
5. Daniel Jeleniewski (1,850)
6. Wiktor Przyjemski (1,743)
7. Adrian Gała (1,576)
8. Jewgienij Sajdullin (1,150)
9. Nikodem Bartoch (0,721)
10. Mateusz Błażykowski (0,625)
11. Aleksiej Pilac (0,000)
12. Brayden McGuinness (0,000)
13. Hubert Gąsior (0,000)

2022 – I liga
1. Kenneth Bjerre (2,333)
2. Wiktor Przyjemski (2,200)
3. Matej Žagar (1,889)
4. Adrian Miedziński (1,620)
5. Daniel Jeleniewski (1,608)
6. Oļegs Mihailovs (1,379)
7. Benjamin Basso (1,200)
8. Przemysław Konieczny (0,685)
9. Bartosz Głogowski (0,500)
10. Bartosz Nowak (0,000)

2023 – I liga
1. Wiktor Przyjemski (2,500)
2. Kenneth Bjerre (1,865)
3. Andreas Lyager (1,851)
4. Mateusz Szczepaniak (1,565)
5. David Bellego (1,556)
6. Daniel Jeleniewski (1,429)
7. Szymon Szlauderbach (1,416)
8. Benjamin Basso (1,361)
9. Olivier Buszkiewicz (0,784)
10. Bartosz Nowak (0,667)

2024 – 2. Ekstraliga
1. Krzysztof Buczkowski (2,351)
2. Kai Huckenbeck (2,077)
3. Andreas Lyager (2,076)
4. Mateusz Szczepaniak (1,929)
5. Tim Sørensen (1,783)
6. Olivier Buszkiewicz (1,184)
7. Franciszek Karczewski (1,063)
8. Bartosz Curzytek (0,909)
9. Hubert Gąsior (0,750)
10. Philip Hellström-Bängs (0,000)